# Raoul de Cambrai

Portada del poema de Raoul de Cambrai anónimo

Raoul de Cambrai es una canción de gesta francesa. La versión más antigua conocida, del siglo XII es una refundición en versos de rima asonante de una narración presumiblemente compuesta en el siglo X por el trovador Bertholais de Laon, quien asegura haber sido testigo de los acontecimientos que relata. El poema cuenta la historia de una rivalidad feudal y familiar por la posesión de la región de Vermandois. Pertenece al ciclo conocido como de Doon de Mayence o de "los barones rebeldes". 
Muestra los estragos causados por las guerras privadas de los señores feudales. 
Raoul de Cambrai era el hijo de Raoul Taillefer, conde de Cambrai, y de su esposa Alais, hermana del rey Luis de Ultramar. A su muerte, dado que su hijo Raoul era aún un niño, el feudo de Raoul Taillefer fue enfeudado a un tal Gibouin. Siendo ya adulto, Raoul reclama la herencia de su padre. El rey le promete la primera tierra que quede vacante. A la muerte de Herbert de Vermandois, Raoul exige esta tierra, si bien el conde Herbert ha dejado cuatro hijos. Como el rey rechaza esta pretensión, Raoul comienza la guerra. Ahora bien, Bernier, nieto del conde Herbert, es escudero de Raoul, y deberá luchar contra su propia familia, dividido entre la fidelidad que debe a su señor y la protección que se supone debe dar a los suyos. Cuando su madre fallece en su monasterio de Origny incendiado por Raoul, Bernier termina desafiando a Raoul y le mata en combate singular, antes de ser el mismo asesinado en la guerra que continúa entre los descendientes. 
Constituye uno de los más intesos poemas épicos franceses por la evolución psicológica del héroe, y por su retrato despiadado de la rígida sociedad feudal, donde las decisiones tomadas por el rey desencadenan el mecanismo inexorable de la fatalidad, sin que haya vuelta atrás posible. 
Desde el punto de vista narrativo, el poema hace gran uso de la técnica conocida como paralelismo, estructurando de forma análoga algunas partes de estrofas sucesivas. Emplea también abundantes motivos trágicos, acentuando el conflicto humano de los personajes.
- Datos: Q2063064
- Multimedia: Raoul de Cambrai / Q2063064